# Taszka (broń biała)

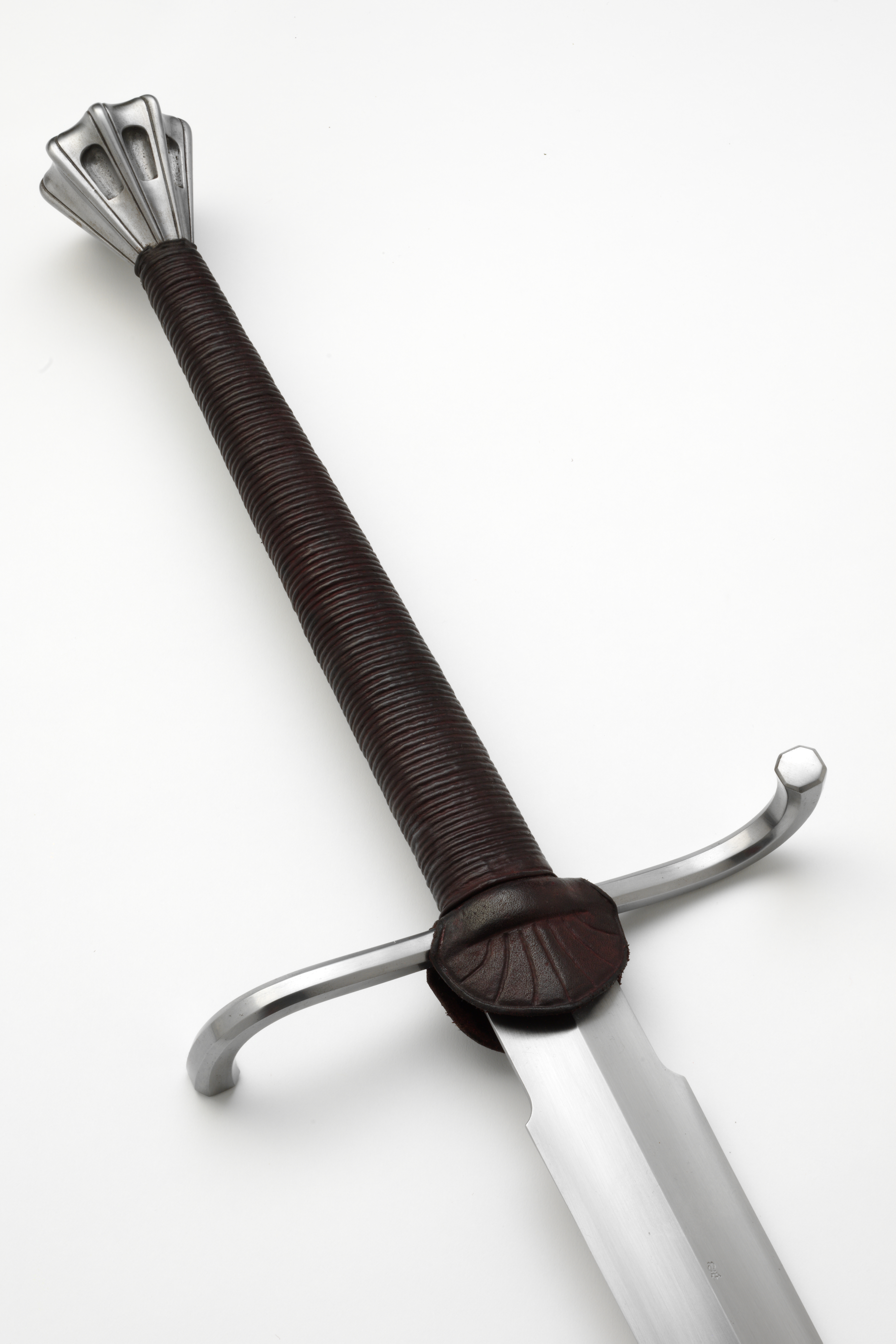
Skórzana taszka w mieczu dwuręcznym

Taszka – element broni białej, w formie kołnierza (zachodzącego na jej podkrzyże), chroniącego wlot pochwy przed dostawaniem się do jej wnętrza wody i zanieczyszczeń .
Taszki pojawiły się w średniowieczu, jako następstwo wcześniejszej praktyki owijania tkaniną wlotu pochwy miecza (w celu jej uszczelnienia). W przeciwieństwie do prowizorycznie owiniętej tkaniny, taszka jako zintegrowany z bronią drobny kołnierz, nie przeszkadzała w jej dobywaniu. W źródłach ikonograficznych pochodzących z całej Europy element ten zaczyna pojawiać się od początku XIII w. Początkowo wykonywane były ze skóry, a od XV w. zaczęły pojawiać się również ich metalowe wersje (z mosiądzu, srebra, miedzi, stali) .
Taszki stały się również elementem reprezentacyjnym, a ich powierzchnię ozdabiano przykładowo ornamentami czy herbami (w niektórych przypadkach wykorzystując w tym celu kamienie i metale szlachetne) .